# Purranisaurus
Purranisaurus è un genere estinto di rettili marini, appartenente ai crocodilomorfi. Visse tra il Giurassico medio e il Giurassico superiore (Calloviano - Titoniano, circa 167 - 150 milioni di anni fa) e i suoi resti fossili sono stati ritrovati in Sudamerica.

## Descrizione
Questo animale aveva un aspetto piuttosto diverso da quello degli attuali coccodrilli: come molte forme simili (ad esempio Geosaurus e Metriorhynchus), Purranisaurus doveva possedere un corpo slanciato e sprovvisto di corazza, con quattro arti trasformati in strutture simili a pagaie (il paio anteriore era più corto) e una lunga coda terminante in una struttura carnosa bilobata. Il cranio, rispetto a quello dell'affine Metriorhynchus, possedeva un muso più corto e robusto.

## Classificazione
Purranisaurus fa parte dei metriorinchidi, un gruppo di animali affini ai coccodrilli che si svilupparono nel corso del Giurassico verso uno stile di vita strettamente acquatico. Purranisaurus, secondo recenti analisi (Cau e Fanti, 2011) potrebbe essere uno dei membri più basali del clade dei Geosaurinae, comprendente i metriorinchidi dotati di una struttura più robusta. Il più antico geosaurino noto, tuttavia, è Neptunidraco.
I primi fossili di Purranisaurus vennero descritti nel 1948 da Rusconi e provenivano dal Titoniano dell'Argentina. Lo studioso descrisse i resti come Purranisaurus potens e li attribuì erroneamente a un nuovo genere e a una nuova specie di plesiosauri. Nel 1975 una revisione operata da Zulma Gasparini dimostrò che Purranisaurus potens era un coccodrillo metriorinchide, forse ascrivibile al genere Metriorhynchus.
Analisi filogenetiche successive hanno dimostrato che Purranisaurus è un genere valido di metriorinchidi (Young, 2007; Young e de Andrade, 2009; Young et al., 2009). Altre specie attribuite a Purranisaurus provengono da strati più antichi (Calloviano) del Cile: P. casamiquelai (originariamente attribuito a Metriorhynchus) e P. westermanni (a volte considerato un sinonimo della specie precedente).